# Jianping Wu
Jianping Wu é um cientista da computação chinês.
É professor de ciência da computação e tecnologia na Universidade de Tsinghua. É também presidente da diretoria técnica da China Education and Research Network (CERNET), e vice-presidente da Associação Internet chinesa.
Seus interesses de pesquisa incluem arquitetura de computadores, roteamento e protocolos. Como um dos principais iniciadores do Next Generation Internet Program (NGI) na China, ele é responsável pelo backbone CERNET2, que implantou a IPv6 Internet backbone.
Foi laureado com o Prêmio Postel de 2010.